# 新香坊駅
新香坊駅（しんこうぼうえき）とは、中華人民共和国黒竜江省ハルビン市香坊区に位置する三棵樹線、浜綏線の駅。

## 歴史
- 1898年　開業。

## 隣の駅
中華人民共和国鉄道部
浜綏線
香坊駅 - 新香坊駅 - 成高子駅
三棵樹線
東門駅 - 新香坊駅
座標: 北緯45度42分36秒 東経126度45分44秒 / 北緯45.7099度 東経126.7621度